# Mulheres na ficção especulativa
Em 1948, 10-15% dos autores de ficção científica eram do sexo feminino. O papel da mulher na ficção especulativa (incluindo ficção científica) tem crescido desde então e, em 1999, as mulheres representavam 36% dos profissionais da Science Fiction and Fantasy Writers of America. Frankenstein (1818) por Mary Shelley foi chamado do primeiro romance de ficção científica, embora as mulheres escreveram romances utópicos antes mesmo deste, com Margaret Cavendish publicando o primeiro (The Blazing World), no século xvii. A publicação inicial de fantasia foi escrito por e para ambos os sexos. No entanto, ficção especulativa, e a ficção científica em particular, tem sido tradicionalmente vista orientada pelo gênero masculino.

## Escritoras
Ficção científica originalmente tinha uma reputação de ser criado pelos homens para outros homens, embora o gênero tivesse mulheres autoras, como Clara Ala Harris, Miriam Allen deFord, e Gertrude Barrows Bennett, desde o início. Até a década de 1960, as mulheres não ganharam prêmios de ficção científica, tais como os Hugos. A enquete de 1966, "Analog Science Fiction and Fact All-Time Poll" não lista qualquer s romances de mulheres e a de 1973, "Locus Autores Favoritos de Todos os Tempos Enquete" foi de mais de 90% do sexo masculino. Das duas mulheres na enquete da Locus, Andre Norton, tinha sido "gênero ambíguo" para muitos de seus leitores. Outras autoras da época, como C. L. Moore e Leigh Brackett, também utilizavam ambíguos ou nomes masculinos. As mulheres que escreveu sob seus próprios nomes, como Zenna Henderson, inicialmente, escreveu material mais "domésticos" a professores e mães. Uma excepção parcial foi Katherine MacLean, que escreveu orientada para sociologia e a psicologia ficção e raramente uso um nome masculino.
Eric Leif Davin, argumenta em Partners in Wonder  que reputação da ficção científica de "macho-orientada"  é injustificada, e que era um "porto seguro" para os excluídos, incluindo as mulheres. Davin relata que apenas L. Taylor Hansen escondida seu sexo nos primeiros anos, e que C. L. Moore queria esconder sua carreira de autora de ficção científica do seu trabalho. 
Escritoras estão em minoria: durante os anos 50 e 60, das quase 1.000 histórias publicadas em revistas de ficção científica, 200 mulheres autoras foram identificadas, entre os documentos de 1926 a 1960, tornando elas 10 a 15% dos colaboradores. O ponto de vista dele é minoritário, "em desacordo com a percepção comum de ficção científica".
O advento da segunda onda do feminismo na década de 1960, combinado com o crescimento da ficção científica como literatura de ideias, levou a um afluxo de escritoras de ficção científica, e alguns viram este influxo como a primeira aparição de mulheres no gênero. Nos anos 1960 e 1970, autoras como Ursula K. Le Guin (que estreou em 1963) e Joanna Russ (que estreou em 1950) começou a conscientemente explorar temas feminista em obras como The Left Hand of Darkness e The Female Man, a criação de uma auto-consciente ficção científica feminista. 
Em 2013, estatísticas publicadas indicam que os homens ainda superam as mulheres  entre autores de língua inglesa de ficção especulativa, segundo a publicação, mas que as percentagens variam consideravelmente por gênero. Os números a seguir são baseados nas 503 submissões recebidas pela Tor Books, uma grande editora de ficção científica e fantasia, entre janeiro e julho de 2013.
| Por gênero                            | Mulher | Homem |
| ------------------------------------- | ------ | ----- |
| Histórica, épico ou alta fantasia     | 33%    | 67%   |
| Fantasia urbana ou romance paranormal | 57%    | 43%   |
| Horror                                | 17%    | 83%   |
| Ficção científica                     | 22%    | 78%   |
| Young-adult fiction                   | 68%    | 32%   |
| Outros ou não classificados           | 27%    | 73%   |
| Total                                 | 37%    | 63%   |

Cinco mulheres ter sido nomeada Grão-Mestre da ficção científica pela Science Fiction and Fantasy Writers of America:
- Andre Norton (1984)
- Ursula K. Le Guin (2003)
- Anne McCaffrey (2005)
- Connie Willis (2012)
- C. J. Cherryh (2016)

Doris Lessing, que escreveu os cinco romance de ficção científica  dasérie Canopus em Argos, recebeu em 2007 o Prêmio Nobel em Literatura.

## Fãs
As mulheres têm sido ativas no fandom de ficção científica desde cedo, e o dicionário Oxford de ficção científica cunha o termo "femfan" (às vezes: "femme fã") desde  1944. Leigh Brackett diz que a história das mulheres na FC "sempre houve um certo número de mulheres, fãs e leitoras." Labalestier cita Startling Stories escrito em 1953, como dizendo:
"Há dez anos, [ou seja, 1943] fãs de ficção científica foram, praticamente todos do sexo masculino, hoje em dia, com ou sem o benefício de atividades de fãs, um monte de meninas, donas de casa e outros membros do sexo tranquilamente leem ficção científica e começam a adicionar suas vozes a mesa.. Nós honestamente não esperava tal onda de mulheres na ficção científica,"
 e Silverberg coloca "provavelmente, a primeira aparição das mulheres na ficção científica em breve se tornar uma fixação dessas convenções", que ocorre no 10º World Science Fiction Convention, em 1953; que foi também a primeira World Science Fiction Convention, presidido por uma mulher, autor Juliano de Maio.
Enquanto o fandom de ficção científica tem sido um fenômeno organizado por décadas—ocioso que anuncia o fandom organizado e outros gêneros e mídia—o estudo de ficção científica de fandom, dentro dos estudos culturais e estudos de ficção científica é relativamente novo. Consequentemente, as afirmações sobre a prevalência de mulheres no fandom são pontual e pessoal, e, por vezes, contraditórias. A mais proeminente entre essas afirmações, é a alegação de que o advento da série Star Trek trouxe muitas mulheres para o fandom. Esta afirmação é analisadas criticamente por Davin, que acha mal fundada, e cita uma longa história de envolvimento feminino no fandom, décadas antes de Star Trek; Larbalestier também cita as mulheres ativas no fandom de ficção científica antes do final da década de 1960 e início de 1970.
No enanto, as mulheres tornaram-se mais visíveis no fandom, e mais organizadas, nos anos 70.  O movimento slash começou entre os fãs, com a primeira publicação de uma história Kirk/Spock em Grup #3 por Diane Marchant em 1974. Neste ano, também viu a criação da primeira fanzine feminista, The Witch and the Chameleon.  A fanzine Khatru, publicada como "Mulher na Ficção Científica" foi lançada em 1975 (um dos homens que participou foi James Tiptree, Jr.).   Susan Wood apareceu no painel "mulher na ficção científica" no MidAmericon, a Worldcon de 76; isto levou a fundação da A Women's APA, a primeira associação de imprensa amadora feminina. Também em 1976, WisCon, a líder no mundo,—e por muitos anos, a única—convenção feminista de ficção científica e conferência foi fundada: A conferência anual é em Madison, Wisconsin. Como resultado das discussões na WisCon, instituições como o Tiptree Awards e Broad Universe passaram a abordar questões de gênero na ficção especulativa e voltadas a peculiaridade das autoras de ficção especulativa. Algumas das mesmas pessoas envolvidas na criação da WisCon também fundou a revista fanzine Janus, que foi três vezes nomeadas ao Hugo Award de Melhor Fanzine (1978–1980).
Porém, a percepção da ficção especulativa como gênero masculino continua persistindo. Com a inclusão da mulher na ficção científica e fantasia mais amplamente tornou-se evidente, e a percepção se modificou. Por exemplo, a visão ainda muito difundida de que "ficção científica e fantasia são gêneros masculinos" tem sido aperfeiçoado para a distinção que a ficção científica é mais masculina, e a fantasia, é vista como mais acomodativa para as mulheres (alguns subgêneros, como a fantasia urbana, com mulheres protagonistas e romance paranormal são vistos como mais popular com as mulheres do que os homens). 

## Gênero
O retratado da mulher, ou mais especificamente, o retrato de gênero na ficção científica, tem variado muito ao longo da história do gênero. Alguns escritores e artistas têm desafiado as normas de gênero da sua sociedade na produção de seu trabalho; outros não têm. Entre aqueles que têm desafiado entendimentos e retratos das mulheres, homens e sexualidade convencionais, houve, naturalmente, variações significativas.

## Influência de movimentos políticos
O estudo da mulher na ficção científica nas últimas décadas tem sido levado pelos movimentos feminista e libertação gay, e tem incluindo vertentes de movimentos relacionados, como estudos de gêneros e teoria queer. 
Durante os anos 70, numerosos eventos passaram a focar na mulher no fandom, na profissional ficção científica, e personagens. Em 1974, Pamela Sargent publicou uma antologia influente, Women of Wonder: Science Fiction Stories by Women, About Women—a primeira de muitas antologias focadas nas mulheres ou padrões de gênero. Da mesma maneira, os autores focaram-se no feminismo e papéis de gênero, criando o gênero de ficção científica feminista, com o The Female Man de Joanna Russ,  Trouble on Triton: An Ambiguous Heterotopia (1976) de Samuel R. Delany, e Woman on the Edge of Time de Marge Piercy (1976).
A década de 70 também viu o vibrante movimento da libertação gay que teve presença na ficção científica, com painéis gays/lésbicas e simpatizantes nas convenções e artigos das fanzines; o conteúdo homossexual ficou cada vez mais presente na própria ficção; A Different Light, da literatura gay, tem seu título do romance de mesmo nome de Elizabeth A. Lynn; e um foco das questões LGBT nas páginas das publicações feministas. 